# Лернер, Абба
Абба Птахия Лернер (англ. Abba Lerner, до эмиграции из Англии в США — Абрам (Аба) Псахия Лернер, англ. Abraham (Abba) Psachia Lerner; 28 октября 1903, Новоселица, Хотинский уезд, Бессарабская губерния — 27 октября 1982, Таллахасси, штат Флорида) — американский экономист, создатель коэффициента Лернера, условия Маршалла — Лернера, теоремы Лернера — Самуэльсона, теоремы симметрии Лернера.

## Биография
Родился 28 октября 1903 года в Новоселице Бессарабской губернии, в семье шляпника Мойше (Морриса) Исаака Лернера и Софии (Суры Абовны) Бухман (1867—?). В трёхлетнем возрасте с родителями эмигрировал в Англию (1906). Вырос в Лондоне в Бетнал Грин на Ист-Энде; всего в семье было 8 детей, из которых Абба был старшим и единственным родившимся до эмиграции родителей. С шестнадцати лет работал машинистом на шляпной фабрике, учился в вечерней школе, затем в раввинской академии и сам преподавал в еврейской школе.
В 1929 году поступил в Лондонскую школу экономики и политических наук, учился под руководством Фридриха фон Хайека, в 1930 году получил престижную стипендию Тука, премию за эссе первого года обучения в 1930 году, премия за эссе Хью Льюиса в 1932 году, мемориальный приз Гоннара и Гладстона за первое место в 1932 году. В 1930 году женился на Элис Сендак (англ. Alice Sendak). В 1932 году у них родились близнецы Мэрион и Лайонел. Исследовательская стипендия ЛШЭ в 1932—1934 годах. Стипендия Леона Лондонского университета в 1934—1935 годах. Во время полугодовой стажировки в 1934—1935 году познакомился с Джоном Мейнардом Кейнсом.
В 1932 году получил степень бакалавра в Лондонской школе экономики, а в 1943 году докторскую степень по экономике. Преподавательскую деятельность начал доцентом в ЛШЭ в период 1936—1937 годах. В 1933 году при содействии Лернера был основан журнал Обзор экономических исследований, одним из редакторов которого он был до 1937 года.
В 1937 году переехал в США, в 1938—1939 годах получил стипендию Рокфеллера. С 1978 года был профессором Флоридского университета. Также преподавал в Чикагском университете, университете Джонса Хопкинса, Калифорнийском университете в Беркли и др.
В 1953—1956 годах Лернер был советником правительства Израиля и в соавторстве с Х. Бен-Шахаром опубликовал знаковый труд «Экономическая теория эффективности и роста: уроки Израиля и Западного банка».
Член Эконометрического общества c 1950 года, член Центра передовых исследований в области поведенческих наук в Стэнфорде в 1960—1961 годах.
Член Американской академии искусств и наук с 1971 года. Вице президент Американской экономической ассоциации, почетный член с 1966 года. Почетный сотрудник ЛШЭ с 1970 года. Президент Международной западной экономической ассоциации.
Президент Международного атлантического экономического общества в 1979—1980 годах. Член Национальной академии наук США с 1974 года.
Умер 27 октября 1982 года в Таллахасси, штат Флорида.

## Вклад в науку
- Согласно теореме симметрии Лернера ввозные тарифы оказывают на экономику влияние аналогично экспортным пошлинам
- Коэффициент Лернера измеряет потенциальную монопольную власть фирмы[11]
- Лернер улучшил формулу Альфреда Маршалла, в настоящее время именующуюся условием Маршалла — Лернера
- Лернер разработал модель рыночного социализма, отличающуюся от модели централизованной плановой экономики. В последующем модель получила название «Третьего пути»
- Лернер улучшил расчеты эффекта соотношения импортных и экспортных цен Вильгельма Лаунхардта
- На основе принципа эффективного спроса и теории хартализма Лернер разработал теорию функциональных финансов
- Совместно с Полом Самуэльсоном является автором теоремы Лернера — Самуэльсона в теории международной торговли